# Martha Plimpton

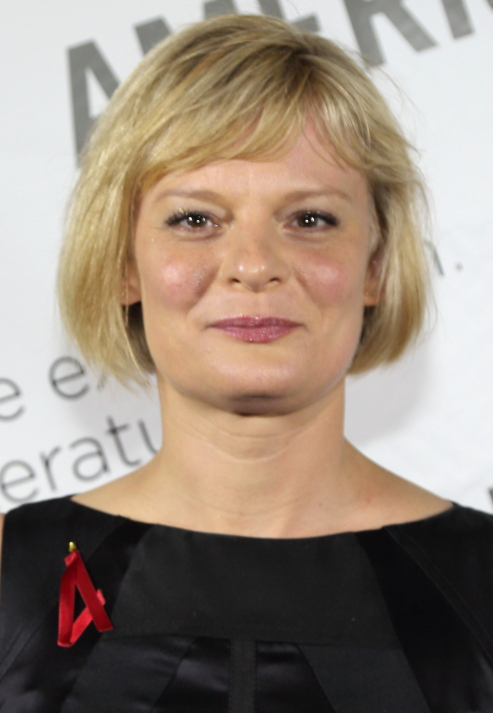
Martha Plimpton (2015)

Martha Campbell Plimpton (* 16. November 1970 in New York City) ist eine US-amerikanische Schauspielerin.

## Leben
Plimpton besuchte bereits im Alter von acht Jahren einen Schauspielkurs. Zwei Jahre später, 1981, erhielt sie eine kleine Rolle in Das Rollover-Komplott und spielte in einer Reihe von Calvin-Klein-Werbespots. Ihre erste größere Rolle hatte sie in Nur der Tod ist umsonst, darauf folgten Die Goonies, Mosquito Coast und Die Flucht ins Ungewisse. Sie wurde wiederholt bei den Young Artist Awards nominiert.
Seit Ende der 1990er spielte sie hauptsächlich in Fernsehproduktionen wie der Defenders-Reihe oder Fernsehserien wie Emergency Room und Criminal Intent. 2002 wurde sie für ihre Darstellung in Law & Order: Special Victims Unit für den Emmy-Award nominiert. Für die Serie Eine himmlische Familie, in der sie 2004 auch in einer Episode vor der Kamera stand, schrieb sie 2005 ein Episoden-Drehbuch.
Plimpton stand auch wiederholt auf der Theaterbühne, sie debütierte 1996 mit dem Ensemble der Steppenwolf Theatre Company in The Libertine. Als Mitglied dieses Ensembles wurde sie im Herbst 1998 mit der National Medal of Arts ausgezeichnet. Seit 2004 spielt sie am Broadway und wurde für ihre Darstellungen wiederholt für den Tony Award nominiert.
Von 2010 bis 2014 war Plimpton in der Sitcom Raising Hope in einer Hauptrolle als Virginia Chance zu sehen. Für diese Rolle erhielt sie 2011 eine Emmy-Nominierung als Beste Hauptdarstellerin in einer Comedyserie.
Plimptons Eltern sind die Schauspieler Keith Carradine und Shelley Plimpton. Ihre Großeltern väterlicherseits waren John Carradine und Sonia Sorel. Sie ist die Nichte von Michael Bowen, David Carradine und Robert Carradine sowie die Cousine der Schauspielerinnen Ever Carradine und Kansas Carradine.

## Filmografie (Auswahl)

### Filme
- 1981: Das Rollover-Komplott (Rollover)
- 1984: Nur der Tod ist umsonst (The River Rat)
- 1985: Die Goonies (The Goonies)
- 1986: Mosquito Coast (The Mosquito Coast)
- 1987: Shy People – Bedrohliches Schweigen (Shy People)
- 1988: Die Flucht ins Ungewisse (Running on Empty)
- 1988: Stars and Bars – Der ganz normale amerikanische Wahnsinn (Stars and Bars)
- 1988: Eine andere Frau (Another Woman)
- 1989: Eine Wahnsinnsfamilie (Parenthood)
- 1989: Zwei Frauen
- 1990: Stanley & Iris
- 1992: Samantha
- 1993: Das Kainsmal des Todes (Daybreak, Fernsehfilm)
- 1994: Mrs. Parker und ihr lasterhafter Kreis (Mrs. Parker and the Vicious Circle)
- 1996: I Shot Andy Warhol
- 1996: Beautiful Girls
- 1996: Ich bin nicht Rappaport (I’m Not Rappaport)
- 1998: John Waters’ Pecker (Pecker)
- 1999: Eine Nacht in New York (200 Cigarettes)
- 2001: The Sleepy Time Gal
- 2010: Remember Me – Lebe den Augenblick (Remember Me)
- 2010: Small Town Murder Songs
- 2018: Hello Again
- 2019: Die Eiskönigin II (Frozen II, Stimme für Yelena)
- 2021: Mass
- 2025: Sovereign

### Serien
- 1985: Familienbande (Family Ties, Folge 4x11)
- 1999: Emergency Room – Die Notaufnahme (ER, 4 Folgen)
- 2002: Law & Order: Special Victims Unit (Folge 3x21)
- 2004: Eine himmlische Familie (7th Heaven, Folge 9x07)
- 2006: Surface – Unheimliche Tiefe (Surface, 2 Folgen)
- 2006: Criminal Intent – Verbrechen im Visier (Law & Order: Criminal Intent, Folge 6x01)
- 2009: Grey’s Anatomy (2 Folgen)
- 2005: Medium – Nichts bleibt verborgen (Medium, Folge 6x03)
- 2009–2013: Good Wife (The Good Wife, 6 Folgen)
- 2010: Fringe – Grenzfälle des FBI (Fringe, Folge 2x21)
- 2010–2011: How to Make It in America (6 Folgen)
- 2010–2014: Raising Hope (68 Folgen)
- 2015–2018: Younger (4 Folgen)
- 2016–2017: The Real O’Neals (29 Folgen)
- 2018: The Blacklist (2 Folgen)
- 2019: Brockmire (4 Folgen)
- 2021: Generation (11 Folgen)
- 2022: The Man Who Fell to Earth (Folge 1x01)
- 2022: Sprung (9 Folgen)
- 2023: A Town Called Malice (8 Folgen)
- 2024: The Regime (Miniserie, 4 Folgen)

### Videospiele
- 2015: Minecraft: Story Mode (Stimme)

## Broadway
- 2004: Sixteen Wounded
- 2006: Shining City
- 2007: The Coast of Utopia [Part 1 – Voyage]
- 2007: The Coast of Utopia [Part 2 – Shipwreck]
- 2007: The Coast of Utopia [Part 3 – Salvage]
- 2008: Top Girls
- 2008: Cymbeline
- 2009: Pal Joey

## Auszeichnungen
- 1986: Young-Artist-Awards-Nominierung für Die Goonies
- 1988: Independent-Spirit-Award-Nominierung für Shy People
- 1988: Young-Artist-Awards-Nominierung für Mosquito Coast
- 1989: Young-Artist-Awards-Nominierung für Die Flucht ins Ungewisse
- 2002: Emmy-Nominierung für Law & Order: New York
- 2007: Tony-Award-Nominierung für The Coast of Utopia [Part 1 – Voyage]
- 2007: Tony-Award-Nominierung für The Coast of Utopia [Part 2 – Shipwreck]
- 2007: Tony-Award-Nominierung für The Coast of Utopia [Part 3 – Salvage]
- 2007: Drama Desk Award für The Coast of Utopia [Part 1 – Voyage]
- 2007: Drama Desk Award für The Coast of Utopia [Part 2 – Shipwreck]
- 2007: Drama Desk Award für The Coast of Utopia [Part 3 – Salvage]
- 2008: Tony-Award-Nominierung für Top Girls
- 2009: Tony-Award-Nominierung für Pal Joey
- 2009: Drama-Desk-Award-Nominierung für Pal Joey
- 2011: Emmy-Nominierung für Raising Hope